# Jean Baptiste Eblé

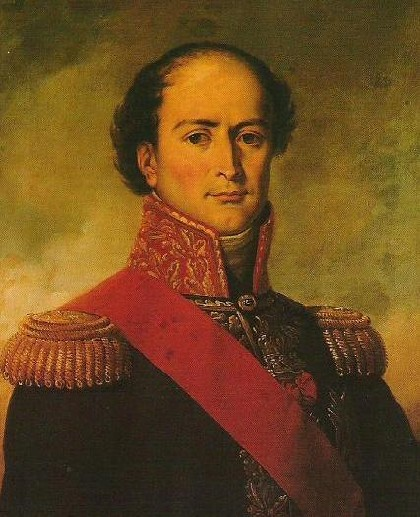
Jean Baptiste Eblé, porträtt av Jean-Baptiste Paulin Guérin.

Jean Baptiste Eblé, född 21 december 1758 i Saint-Jean-Rohrbach, död 31 december 1812 i Königsberg, var en fransk greve och militär.
Eblé var vid franska revolutionens början artillerilöjtnant, utmärkte sig under fälttågen i Belgien och blev 1793 generallöjtnant. Som artilleribefälhavare tog Eblé ärofull del i fälttågen vid Rhen och i Italien, blev 1808 westfalisk krigsminister och deltog sedan i kriget i Portugal. Som chef för krigsbrokolonnen under ryska fälttåget räddade Eblé genom att mot Napoleons order uppskjuta avbrytandet av broarna över Berezina en inte så liten del av de kvarlämnade soldaterna.